# IBスポーツ
IBスポーツは、韓国のスポーツマーケティング総合会社。スポーツ中継権の販売、スポーツマーケティングコンサルティング、 選手のマネジメント、各種スポーツ大会開催などの業務を行っている。

## 概要
IBスポーツは2004年11月22日に設立され、2006年10月証券取引所(KOSPI)に上場した。MLB、PRIDE (格闘技イベント)、UFC、KBL、KLPGA等の韓国国内外の各種スポーツ中継権輸入販売や、国内企業等の海外スポーツマーケティングのためのコンサルティング業務も行っている。
国民的人気を誇るフィギュアスケート選手金妍兒が以前に所属していたことで有名。現在も孫延在など、人気選手を多く抱える。
- （代表理事）李熙珍
- （従業員数）約40名
- （住所）ソウル特別市江南区論峴洞 4-15 国民年金江南会館 8階

## 所属
- キム・ヨハン（バレーボール） - 「バレーボール界のカン・ドンウォン」と呼ばれる人気選手[3]。
- 柳簫然（ゴルフ） - 2011年全米女子オープン優勝。
- 孫延在（新体操）[4] - 2012年ロンドンオリンピック個人総合5位。

## かつて所属していた人物
- 金妍兒（フィギュアスケート選手）（2007年～2010年4月）[5] - 2010年バンクーバー五輪金メダリスト。2009年世界選手権金メダリスト。
- 郭珉整（フィギュアスケート選手）

## 訴訟
金妍兒がIMと2006年5月から2010年末に渡り独占マネジメント契約を結んでいたことから、キムの所属を巡ってIMより提訴されるもこれに勝訴。2010年4月に独立したキムより同年10月に未払い金約6000万円の支払いを提訴され敗訴。